# Promachus poetinus
Promachus poetinus là một loài ruồi trong họ Asilidae. Promachus poetinus được Walker miêu tả năm 1849. Loài này phân bố ở vùng nhiệt đới châu Phi.